# Tympanota patefacta
Tympanota patefacta là một loài bướm đêm trong họ Geometridae.